# Zarečje
Zarečje je naselje v Občini Ilirska Bistrica.